# Mikael Nilsson
Mikael Nilsson (Ovesholm, 24 juni 1978) is een Zweedse profvoetballer die onder contract staat bij Panathinaikos FC. 
Nilsson is een verdediger, die zijn eerste interland speelde op 20 november 2002 tegen Tsjechië. Hij maakte deel uit van de selectie voor het WK voetbal 2006 en kwam in totaal tot 64 interlands, waarin hij driemaal tot scoren kwam.

## Erelijst
Halmstads BK
- Zweeds landskampioen

2000